# Contracorriente ecuatorial

Contracorriente ecuatorial presente en los tres océanos.

La contracorriente Ecuatorial es una significativa corriente oceánica cálida y superficial de los océanos Pacífico, Índico y parte del Atlántico, la cual fluye de oeste a este y está situada en el hemisferio norte, cerca del ecuador y aproximadamente entre 3° y 10°N de latitud, por lo que también se denomina contracorriente ecuatorial del norte. Se sitúa entre las corrientes Ecuatorial del Norte y Ecuatorial del Sur , fluye en dirección contraria a las mismas debido a que es el resultado del equilibrio del flujo de agua hacia el Oeste. En los años en que se produce el fenómeno de El Niño, esta corriente se intensifica en el océano Pacífico. No debe confundirse con la corriente subsuperficial ecuatorial o corriente de Cromwell, la cual también se desplaza hacia el Este.
La contracorriente ecuatorial está relacionada con la zona de calmas ecuatoriales, debido a que en esta zona los vientos alisios están disminuidos por la baja presión característica de la zona de convergencia intertropical (ZCIT), lo que facilita que pueda fluir en contra de los vientos del este y a favor de una pendiente de 4 cm por cada 1000 km. Al igual que otras corrientes ecuatoriales, migra estacionalmente hacia el norte durante el verano boreal y hacia el sur durante el verano austral.

## Contracorriente ecuatorial del Atlántico
Fluye a lo ancho del Atlántico durante el verano boreal. Durante el verano austral discurre en la mitad oriental del océano, denominándose corriente de Guinea en África.

## Contracorriente ecuatorial del Índico
En el océano Índico, las corrientes ecuatoriales están dominada por el impacto de los vientos monzónicos asiáticos, migrando estacionalmente entre el hemisferio sur y norte.

## Contracorriente ecuatorial del Pacífico
Se sitúa exclusivamente en el hemisferio norte. Es más fuerte durante los episodios cálidos de El Niño-Oscilación del Sur (ENSO) y más débil durante La Niña. Se ha sugerido que una contracorriente más fuerte de lo normal podría ser la causa de El Niño debido al volumen adicional de agua cálida que transportaba hacia el este.
Fluye desde Indonesia hasta América, cerca de Panamá, y se le suele llamar contracorriente Ecuatorial del Norte, para diferenciarla de la contracorriente Ecuatorial del Sur, la cual fluye desde Nueva Guinea hasta la Polinesia central. Mientras que la contracorriente del norte se relaciona con la zona de convergencia intertropical (ZCIT), la contracorriente del sur se relaciona con la zona de convergencia del Pacífico Sur (ZCPS).